# 普莱埃代勒
普莱埃代勒（法語：Pléhédel，法語發音：[ple.edɛl]）是法国阿摩尔滨海省的一个市镇，位于该省西北部，属于甘冈区，同时也是甘冈城市圈的一部分。

## 历史
在2017年1月1日以前，普莱埃代勒曾属于圣布里厄区。

## 地理
普莱埃代勒（48°41'40"N, 3°0'30"W）面积12.36 平方千米，位于法国布列塔尼大區阿摩尔滨海省，该省份为法国西北部沿海省份，位于布列塔尼半岛北部，北濒大西洋英吉利海峡，西接菲尼斯泰尔省，南至莫尔比昂省，东临伊勒-维莱讷省。
与普莱埃代勒接壤的市镇（或旧市镇、城区）包括：朗莱夫、朗卢、普卢埃泽克、普卢阿、普吕迪阿勒、特雷梅旺、伊维亚斯。

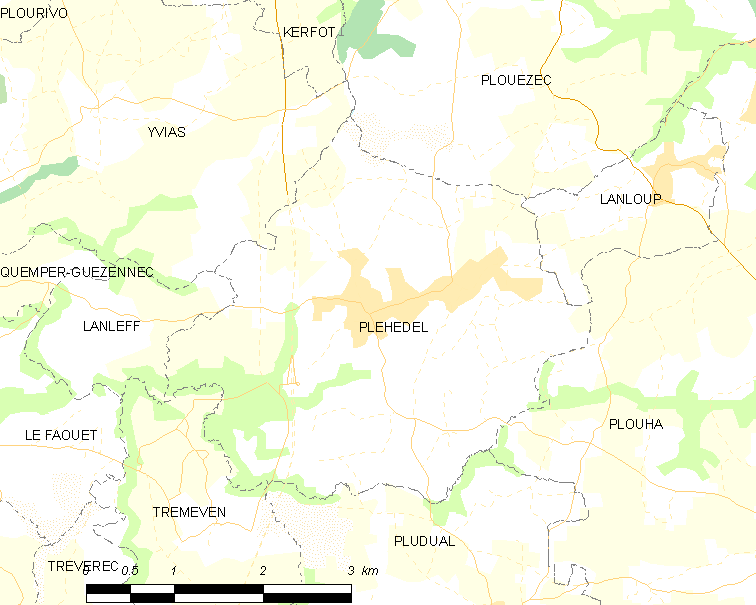
普莱埃代勒的OSM定位图

普莱埃代勒的时区为UTC+01:00、UTC+02:00（夏令时）。

## 行政
普莱埃代勒的邮政编码为22290，INSEE市镇编码为22178。

## 政治
普莱埃代勒所属的省级选区为潘波勒县。

## 人口

1962-2008年间普莱埃代勒人口变化图示

普莱埃代勒于2022年1月1日时的人口数量为1317人。